# Майоров, Геннадий Георгиевич
Генна́дий Гео́ргиевич Майо́ров (3 марта 1941, Москва) — советский и российский философ, доктор философских наук (1982), заслуженный профессор МГУ имени М. В. Ломоносова (2003), академик РАЕН (1991), является специалистом в области истории философии. Лауреат Ломоносовской премии I-й степени (2005). Один из авторов «Атеистического словаря», «Философского энциклопедического словаря» и «Философского словаря».

## Биография
В 1965 году окончил философский факультет МГУ имени М. В. Ломоносова, в 1968 году — аспирантуру кафедры истории зарубежной философии философского факультета МГУ. С 1968 года работает на этой кафедре, в настоящее время — в звании профессора. В 1969 году защитил кандидатскую диссертацию на тему «Гносеология Готфрида В. Лейбница», а в 1983 году — докторскую диссертацию на тему «Становление западноевропейской средневековой философии: Тертуллиан — Августин — Боэций».
С 1991 года — действительный член Российской академии естественных наук.

## Научная деятельность
Член редакционной коллегии серий «Философское наследие» и «Памятники философской мысли», в рамках которых принял участие в издании сочинений Френсиса Бэкона, Джорджа Беркли (впервые перевёл с латинского языка трактат «О движении»), Г. В. Лейбница (составитель, ответственный редактор и переводчик с латинского языка целого ряда работ), Цицерона, осуществил первое издание сочинений Боэция (составитель, ответственный редактор, переводчик с латинского языка).
- Предмет научных исследований — история мировой философии (особенно античной, средневековой и Нового времени), история духовной культуры, софиология.
- Главные научные результаты: определение структуры и основных свойств древнеримского менталитета; реконструкция средневекового способа философствования и его латинской модификации; доказательство определяющей роли софийных элементов в происхождении и развитии философии; выявление метафизических предпосылок господства аристотелизма в средневековом исламском мире; целостное и основанное на ранее неизученных латинских источниках освещение философских учений Лейбница, Цицерона и Боэция; системное и достаточно полное представление философской эпохи патристики.

Труды Г. Г. Майорова, посвящённые философии патристики и философии Лейбница, переведены на другие языки. В последние годы занимается исследованием природы философии как особой формы духовной деятельности; выдвинул идею трех способов понимания философии в мировой истории: софийного, эпистематического и технематического.

## Научные труды
Авторству Г. Г. Майорова принадлежит также множество статей в различных энциклопедических изданиях: в «Философском энциклопедическом словаре» (М.: Советская энциклопедия, 1983), в «Атеистическом словаре» (М.: Политиздат, 1985), в «Философском словаре» (под ред. И. Т. Фролова, М.: Республика, 2001) и других.
- Философия Лейбница и её новейшие западные интерпретации // Вопросы философии. — 1968. — № 10;
- Проблема достоверности знания в философии Г. В. Лейбница // Вопросы философии. — 1969. — № 4;
- Теоретическая философия Готфрида В. Лейбница. — М., 1973;
  - Теоретические основания философии Г. В. Лейбница: учебное пособие. — 2-е, испр. и доп.[4]. — М.: Книжный дом «Университет», 2007. — 312 с. — 1000 экз. — ISBN 978-5-98227-294-2.
- Формирование средневековой философии (латинская патристика). — М., 1979;
  - Формирование средневековой философии: Латинская патристика. — 2-е. — М.: Книжный дом «ЛИБРОКОМ», 2009. — 296 с. — ISBN 978-5-397-00313-1.
- Северин Боэций и его роль в истории западноевропейской культуры // Вопросы философии. — 1981. — № 4;
- К вопросу об эволюции аристотелизма в средние века // Известия Академии наук Таджикистана. — 1981. — № 2;
- Лейбниц как философ науки // Лейбниц. Сочинения в 4 томах. Том 3. — М., 1983;
- Образ Катона Старшего в диалогах Цицерона // Античная культура и современная наука. — М., 1985;
- Цицерон, как философ // Цицерон. Философские трактаты. — М., 1985 (2-е изд. — 1997);
- Этика в средние века. — М., 1986;
- Цицерон и античная философия религии (Из цикла «Зарубежная философия в прошлом и настоящем».). — М.: Знание, 1989. — 64 с. — (Новое в жизни, науке, технике. Сер. «Философия»; № 8). — 25 580 экз. — ISBN 5-07-000883-8.
- В поисках нравственного абсолюта — античность и Боэций. — М., 1990;
- Судьба и дело Боэция // Боэций. «Утешение Философией» и другие трактаты. — М., 1990 (2-е изд. — 1996);
- Роль Софии-Мудрости в истории происхождения философии // Логос. — 1992. — № 2;
- Восток и Запад в Европе // Диалог цивилизаций: Восток — Запад. — М., 1994;
- София, эпистема, технема (Размышления о способах понимания философии в ходе истории) // Вестник МГУ. Серия «Философия». — 2000. — № 4.
- Философия как искание Абсолюта. Опыты теоретические и исторические. — М.: Едиториал УРСС, 2004.
  - Философия как искание Абсолюта: Опыты теоретические и исторические. — 2-е. — М.: Книжный дом «ЛИБРОКОМ», 2009. — 416 с. — ISBN 978-5-397-00160-1.